# Jordaanfilm
Een Jordaanfilm is een Nederlands filmgenre uit de jaren 30. Het dankt zijn naam aan de Jordaan, een wijk in Amsterdam waar alle Jordaanfilms zich afspelen.
De Jordaanfilm wordt ook wel beschreven als 'een vrolijke genre in een kleinburgerlijk milieu met allerlei liefdesontwikkelingen', waar in alle gevallen een happy end aan is verbonden. Het is een genre met een Hollands karakter dat wilde aanspreken tot alle filmgangers met een Hollands hart. De scripts zijn veelal gebaseerd op volkstukken en hebben in bijna alle gevallen een verband met de revue. Regelmatig maken revuesterren gastoptredens in deze films.
De Jantjes (1934) wordt aangeduid als de eerste Jordaanfilm. Volgens menige bron werden echter al reeds 1917 de eerste Jordaanfilms gemaakt. Het succes van De Jantjes betekende het hoogtepunt voor de Jordaanfilm in de jaren 30. Er werden nog meer films van dit genre uitgebracht in de hoop het succes van De Jantjes te evenaren, waaronder Bleeke Bet (1934) en Het leven is niet zo kwaad (1935), maar die waren aanzienlijk minder populair. In 1935 werd aangekondigd dat er niet langer Jordaanfilms gemaakt zouden worden. Dit genre werd afgesloten met de film Oranje Hein (1936). Jaap Speyer probeerde de Jordaanfilm een nieuw leven in te blazen met Een koninkrijk voor een huis (1949), maar had geen succes.